# サンタフェ・デ・ヌエボ・メヒコ

サンタフェ・デ・ヌエボ・メヒコ(Santa Fé de Nuevo México)は、16世紀後半から19世紀前半まで存在したヌエバ・エスパーニャのスペイン領の州の名称。現在のアメリカ合衆国ニューメキシコ州のほとんどを含む、リオ・グランデ川の上流域(リオ・ブラボ・デル・ノルテ)のエリアを中心に作られた。首都は現在のサンタフェに置かれた。
この州は1598年にフアン・デ・オニャーテのヌエバ・エスパーニャから北の探検により創設された。探検はフェリペ2世によって認可され、1588年のスペイン艦隊の悲惨な敗北に続いて、スペイン帝国の財宝を回復する願望によってある意味動機づけられたものだった。スペイン人たちは、以前に征服したアステカのような黄金都市の伝説が、北部の未開の領地に眠っていると信じていたが、オニャーテはそんな都市を見つけることができなかった。彼は後に、州の最初の知事となる。オニャーテはヌエバ・エスパーニャとは別の副王領として州を変えることを望んだが不首尾に終わった。スペインは、1680年のプエブロの反乱で、この領地から12年間追放され、1692年のディエゴ・デ・バルガスによる「無血の」再占領によって戻ってきた。州は、1810年のメキシコ独立宣言まではスペインの支配下にあり、1824年のメキシコ憲法の下ではメキシコ合衆国の連邦政府によって管理されるようになった。
かつての州のリオ・グランデ川東部エリアは、1836年にテキサス共和国が領土権を主張したが、メキシコ側は反駁した。テキサス人は、1841年に要求した土地を占領する遠征を送ったが、メキシコ軍部隊によって撃退された。1848年、テキサス併合とメキシコ割譲により、このエリアはアメリカ合衆国の一部となった。ニューメキシコは、1912年1月までは合衆国の州制にならなかった。